# Caernarvonshire
Ne doit pas être confondu avec le comté de Carnarvon, en Australie.
Sir Gaernarfon

Le Caernarfonshire dans le découpage des comtés administratifs du pays de Galles en 1974.

Le Caernarvonshire (appellation anglaise) ou Sir Gaernarfon (appellation galloise), également connu sous les noms de comté de Carnarvon, de Carnarvonshire ou encore de comté de Caernarvon est un comté historique du pays de Galles. 
Érigé au moment de l’incorporation du pays de Galles dans le système juridique et administratif anglais en 1535, le territoire devient une zone de gouvernement local sous le statut de comté administratif en 1889, avec un conseil élu et la ville de Caernarfon comme chef-lieu. Échelon de premier niveau dans le découpage territorial, le comté comprend alors 11 districts au niveau inférieur. Il est aboli en 1974 par le Local Government Act 1972.

## Toponymie
Le comté tire son nom de la ville de Carnarvon. Aussi, à l’occasion du renommage de son chef-lieu le 1er juillet 1926, il est connu sous le nom de Caernarvonshire.

## Histoire
En 1974, le territoire du comté est incorporé au sein du Gwynedd. 